# Нону, Худа
Ху́да Нону́ (полное имя: Худа Эзра Эбрагим Нону, араб. هدى عزرا نونو‎, англ. Houda Ezra Ebrahim Nonoo; род. 7 сентября 1964 года) — бахрейнский дипломат, посол Бахрейна в США в 2008—2013 годах. Она была назначена на эту должность декретом министра иностранных дел Халеда бен Ахмада Аль-Халифы. Нону — первая еврейка и третья женщина в истории, назначенная на должность бахрейнского посла в иностранном государстве. Она также является первым послом еврейского происхождения какой-либо ближневосточной арабской страны, и первой женщиной-послом Бахрейна в США.

## Биография
Нону родилась в Манаме, в семье еврейских предпринимателей из Ирака. Нону в течение долгого периода времени проживала в Соединенном Королевстве, где посещала Кармель-колледж в Оксфордшире, еврейскую школу-интернат. Она получила степень бакалавра в области бухгалтерского учёта в лондонском университете London Guildhall University, а также степень MBA в Международном европейском университете в Уотфорде. Она вышла замуж за Салмана Идафара, британского еврея, от которого родила двух сыновей — Менаше и Эзру. После гибели её отца в автокатастрофе вернулась в Бахрейн, чтобы взять на себя управление одной из компаний группы Basma Company, компании, предлагающей различные офисные услуги от IT до управления коммунальным хозяйством, став таким образом успешной бизнес-леди после наследования бизнеса своей семьи.
До своего назначения в Маджлис аль-Шура в 2005 году она основала в 2004 году и возглавила Бахрейнское общество по наблюдению за правами человека, общество, борющееся за права женщин и иностранных рабочих в королевстве. В течение трёх лет была членом парламента (40-member Shura Council), после того как король Хамад ибн Иса Аль Халифа назначил её на новую должность. Новость о её назначении появилась на первых полосах газет, так как Худа является частью малочисленной еврейской общины Бахрейна. Эта община состоит всего из 37 человек, многие из которых являются потомками выходцев из Ирака и Ирана. Нону не первая представительница своей семьи или еврейской общины Бахрейна, ставшая бахрейнским политиком. В 1934 году её дедушка Абрахам Нону работал в муниципалитете Манамы, первом выборном муниципальном органе управления в Бахрейне. В 2000 году её кузен Эбрахим Дауд Нону был избран членом парламента. Семья Нону происходит из Ирака; их предки перебрались в Бахрейн более века назад.

## Назначение послом в США
3 июля 2008 года Нону была назначена послом Королевства Бахрейн в США, а также бахрейнским дипломатическим представителем в Канаде, Мексике, Бразилии и Аргентине (в качестве нерезидентного посла). Некоторые местные СМИ критиковали назначение, а Радио Канада сообщило, что её назначение вызвало противоречия в самом королевстве, так как многие считали, что еврейка не может быть наилучшим вариантом при выборе кандидатур для защиты интересов Бахрейна, в частности в вопросах непризнания Бахрейном Израиля. Аль-Халифа отверг эти претензии.
Во время срока её службы в качестве посла, она сделала несколько изменений в посольстве. Так, например, Ифтар из исключительно мужского собрания превратился в событие для мужчин и женщин с лекциями об исламе; кроме того были представлены интрарелигиозные встречи с местными имамами, раввинами и христианскими священниками в качестве гостей.
Срок её службы закончился в ноябре 2013 года, когда ей на смену был назначен шейх Abdullah Bin Mohammad Bin Rashed Al Khalifa — до этого времени он работал в должности военного атташе Бахрейна в посольстве в Вашингтоне.